# Emanuel Felisberto, Príncipe de Veneza e Piemonte
Emanuel Felisberto de Saboia, Príncipe de Veneza e Piemonte (22 de junho de 1972) é um membro da Casa de Saboia, e filho de Vítor Emanuel, Príncipe de Nápoles e de Marina, Princesa de Nápoles. Ele é o único neto na linha masculina de Humberto II da Itália, o último rei da Itália.

## Nascimento e família
Emanuel Felisberto nasceu em Genebra, o único filho do príncipe Vítor Emanuel (herdeiro contestado da Casa de Saboia) e de sua esposa Marina Ricolfi Doria, uma ex-campeã de esqui aquático suíça. Ele frequentou faculdade de economia em Genebra e lá começou a trabalhar como consultor financeiro.
Em 10 de novembro de 2002, ele acompanhou o seu pai e sua mãe para a Itália, na sequência da revogação da disposição da Constituição Italiana que proibia os descendentes masculinos da Casa de Saboia dos reis da Itália de retornar ao país. Na viagem de três dias, ele acompanhou os seus pais em uma visita ao Vaticano para uma audiência de 20 minutos com o Papa João Paulo II. Ele também apareceu em um comercial de televisão para uma marca de azeitonas, em que disse que elas fazem você se "sentir como um rei".

## Relação com Clotilde Courau
Em 10 de julho de 2003, foi anunciado o noivado de Emanuel Felisberto com a atriz francesa Clotilde Courau.
Eles se casaram em 25 de setembro do mesmo ano na igreja de Santa Maria degli Angeli e dei Martiri, localizada na cidade de Roma; na ocasião, a noiva estava grávida de seis meses. Havia cerca de 1.200 convidados para o casamento; entre eles estavam Pierre Cardin e Valentino Garavani, que havia criado o vestido de noiva.
O casal tem duas filhas:
- Princesa Vittoria Cristina Adelaide Chiara Maria di Savoia, nascida em 28 de dezembro de 2003 em Genebra.
- Princesa Luisa Giovanna Agata Gavina Maria di Savoia, nascida em 16 de agosto de 2006 em Genebra.[6]

O casal separou-se em 2021, depois de quase 20 anos de casamento.

## Outras atividades
O príncipe transalpino foi comentador desportivo no programa "Quelli che il calcio", foi jurado em programas de talentos, participou em anúncios de marcas italianas e entrou em reality shows. Emanuel até chegou a ganhar uma edição do programa Dança com as Estrelas.

### Empresário
Estando um dia em Los Angeles, ele sentiu vontade de comer a tão tipicamente italiana massa fresca, mas não conseguiu encontrar uma roulote. Seis meses volvidos e nascia a Prince of Venice, a única roulote que vendia massa fresca em Los Angeles. O negócio correu de vento em popa e Emanuel deixou de fazer aparições televisivas e de participar em anúncios. No início de 2020 dedicava-se totalmente à sua roulote. Após quatro anos, no final de 2020, ele transformou o empreendimento no restaurante italiano Prince of Venice em Westwood Village, Los Angeles.

## Títulos e estilos
- 22 de junho de 1972 - 18 de março de 1983: Sua Alteza Real o Príncipe de Veneza
- 18 de março de 1983 - 07 de julho de 2006: Sua Alteza Real o Príncipe de Veneza e Piemonte
- 07 de julho de 2006 - presente: Sua Alteza Real o Príncipe de Veneza